# ونسان لندون
ونسان لَندون (به فرانسوی: Vincent Lindon‎؛ زادهٔ ۱۵ ژوئیهٔ ۱۹۵۹) بازیگر و کارگردان اهل فرانسه است.
از جمله فیلم‌ها یا برنامه‌های تلویزیونی که وی در آن‌ها، نقش داشته است، می‌توان به یک مرد عاشق، نفرت، پاپاراتزی، رودن، دانش آموز، خاطرات یک خدمتکار، تیتان، جزیره سگ‌ها، شازده کوچولو و سیستم سرگرمی خراب است اشاره کرد.
وی، همچنین در جشنواره فیلم کن ۲۰۲۲، ریاست هیئت داوران را در بخش مسابقهٔ اصلی به عهده داشت.